# Nîjneanka, Iuriivka
Nîjneanka (în ucraineană Нижнянка) este un sat în comuna Verbuvativka din raionul Iuriivka, regiunea Dnipropetrovsk, Ucraina.

## Demografie
Componența lingvistică a localității Nîjneanka
     Ucraineană (91,46%)
     Rusă (8,54%)
Conform recensământului din 2001, majoritatea populației localității Nîjneanka era vorbitoare de ucraineană (91,46%), existând în minoritate și vorbitori de rusă (8,54%).